# Os Novos 52
Os Novos 52 (no original em inglês, The New 52), é o título de uma linha editorial adotada pela editora estadunidense de revistas em quadrinhos DC Comics entre setembro de 2011 e junho de 2015 para promover o relançamento de todos os seus títulos, incluindo séries que vinham sendo publicadas continuadamente há mais de 70 anos, como Action Comics, Batman e Detective Comics. Numa atitude sem precedentes, a editora anunciou que todas as suas revistas passariam a adotar, a partir de Setembro de 2011, uma nova numeração, e seriam disponibilizadas digitalmente na mesma data em que suas versões impressas forem lançadas. 52 títulos foram ligados à iniciativa.
A editora promoveu a reestilização de todos os seus personagens, alterando várias de suas características, atraindo grande atenção da mídia especializada. Embora ainda não esteja claro que impacto tal decisão terá na continuidade das histórias, já foi revelado que certos personagens serão apresentados em versões distintas das anteriormente existentes.

## Antecedentes e contexto
Em 23 de maio de 2011, o jornalista americano Rich Johnston publicou em seu site um post questionando qual seria o "grande anúncio" que o escritor Geoff Johns e o desenhista Jim Lee, ambos os responsáveis pela coordenação editorial de todas as revistas do Universo DC, fariam em 11 de junho durante a realização da convenção "Hero Complex". Alegadamente ambos fariam declarações "bombásticas" que mostrariam uma nova direção para toda a editora, em especial para Superman.
A partir daí, começaram as especulações. Em 31 de maio, o site de Johnston, "Bleeding Cool", publicou uma nota informando que Johns escreveria e Lee seria o desenhista de Justice League #1, uma nova revista reunindo a Liga da Justiça. Também em 31 de maio Johnston revelaria que a editora, a partir de Setembro, relançaria todos as suas revistas, e declarou:
| “ | E com esses novos números um, virá um novo status quo. E, sim, personagens mudarão. Alguns talvez sequer continuem existindo. Haverá novas revistas, novos artistas, novas equipes, novos personagens, tudo novo. Sem plano algum de que esse novo status quo seja desfeito ou revertido posteriormente. | ” |

No dia seguinte, Johnston declarou que, embora ainda não estivesse certo do que seria anunciado, e se o anúncio teria relação com as duas notícias anteriormente publicadas, ele havia tomado conhecimento de que o que Johns e Lee revelariam "ou já foi anunciado pela editora, ou será anunciado antes da convenção".

## O anúncio
As previsões de Johnston se mostrariam verdadeiras, com a editora anunciando o cogitado relançamento. Na mesma oportunidade, fora anunciado  também que a DC Comics passaria a promover o lançamento simultâneo de todas as edições impressas com suas respectivas versões digitais, sendo a primeira editora americana a adotar tal postura.

## Personagens e Alterações
- Superman: Com certeza foi o personagem que mais mudou. Nele, Superman ainda é Clark Joseph Kent, ou Kal-El, porém a mitologia de que o Erradicador causou a destruição de Krypton, foi retirada. Clark nunca foi o Superboy quando adolescente, o máximo que fez foi alguns atos heroicos em Smallville. Jonathan e Martha Kent não são mais presentes na vida de Clark, já que eles morreram antes de Clark se mudar para Metrópolis. Clark iniciou sua carreira como Superman muito antes que sua versão pós-crise, tendo se tornando o Superman com apenas 22 anos de idade, enquanto que antes ele tinha iniciado com 29. O relacionamento entre Clark e Lois Lane é inexistente nos Novos 52, apesar que eles tiveram um relacionamento no passado, atualmente Clark tem um caso com Diana Prince, a Mulher-Maravilha. O traje azul de Superman tem uma origem diferente, Clark roubou a roupa da nave de Brainiac e depois tingiu com as cores de azul e vermelho.
- Batman: Um dos personagens que menos mudou, salvo algumas leves mudanças. O assassinato de Thomas e Martha Wayne teve uma origem diferente, o assassinato foi à mando da Corte das Corujas, uma sociedade secreta que rege Gotham secretamente. Bruce supostamente tem um irmão mais novo chamado Thomas Wayne Junior que trabalha para a Corte das Corujas, apesar que não há confirmação se ele é realmente o irmão de Bruce Wayne. Tim Drake nunca foi o Robin, apesar que ele foi criado e treinado por Bruce, ele pulou diretamente para Robin Vermelho e trabalha com os Jovens Titãs.
- Mulher-Maravilha: Também mudou pouco, nessa versão, Diana Prince é uma semi-deusa, filha de Zeus, ao invés de ser uma amazona feita de barro como na versão pós-Crise. Na versão pós-crise ela tinha um relacionamento com Steve Trevor, mas nos Novos 52, ela tem um relacionamento com Clark Kent, o Superman.
- Flash - Este teve mudanças mais significativas, já que foi este que causou os eventos de Ponto de Ignição, o que causou o reboot do Universo DC. Nessa versão, a mãe de Barry Allen foi morta pelo Flash Reverso, que voltou no tempo para matar sua mãe. Barry nunca foi casado com Iris West nessa versão, apesar que eles já tiveram um relacionamento, nunca subiram ao altar. Aparentemente é o mesmo personagem que sua versão pós-crise, já que ele tem lembranças dos eventos de Ponto de Ignição (apesar de não tem lembranças da Terra Pós-Crise), enquanto todos se esqueceram.
- Lanterna Verde - Foi o único personagem que não mudou, salvo por algumas leves alterações, porém são desprezíveis, tanto que a revista Green Lantern não recebeu reboot, a história começa logo após os eventos do arco A Guerra dos Lanternas Verdes.